# Органический регламент

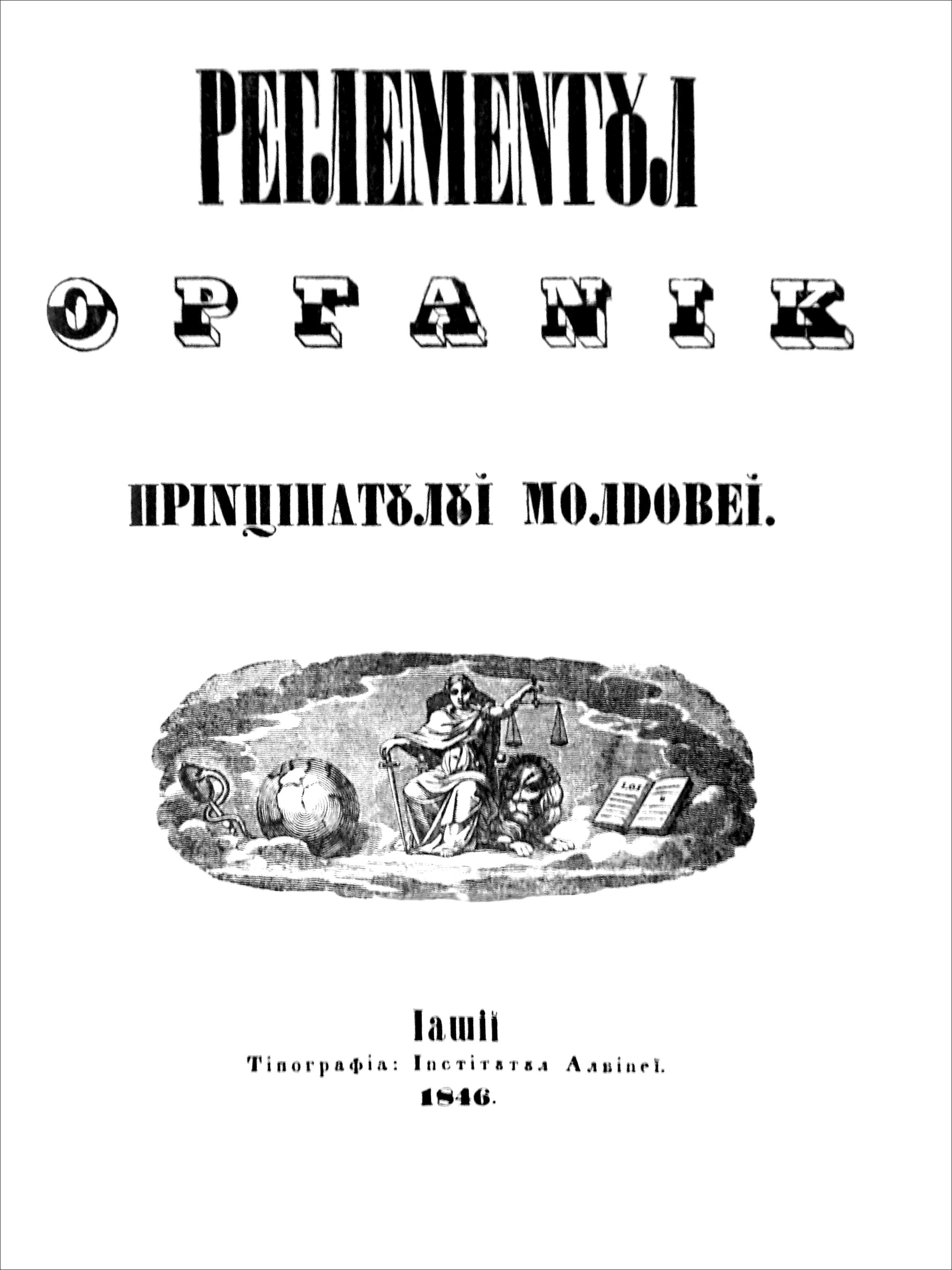
Молдавский регламент.

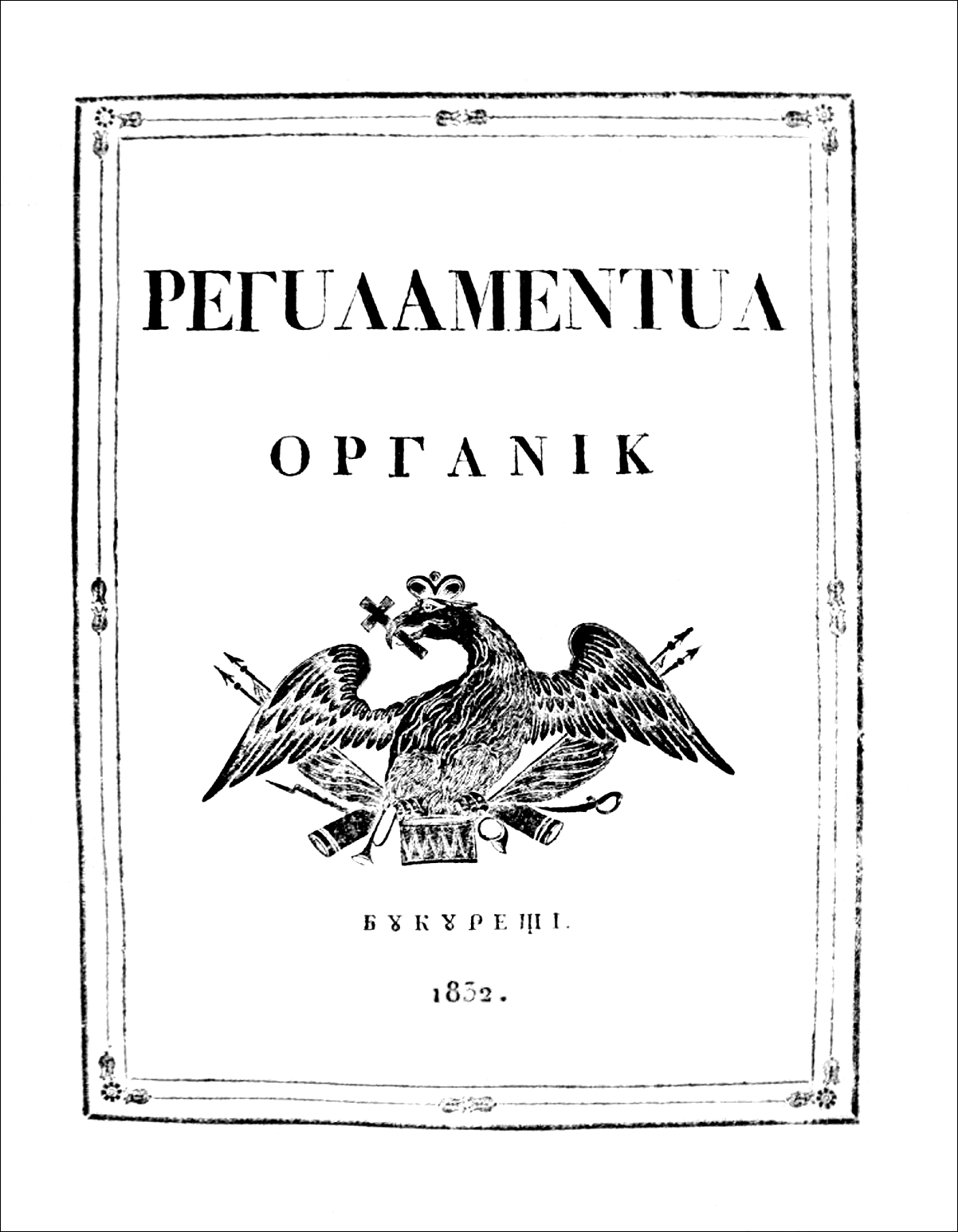
Валашский регламент

Органический регламент (рум. Regulamentul organic, Регuламenтuл оргаniк; фр. Règlement Organique) — органические законы и первые конституции Дунайских княжеств (Валахии и Молдавии), которые вступили в силу в 1831—1832 годах, когда княжества получили автономию по условиям Адрианапольского мирного договора, завершившего Русско-турецкую войну 1828—1829 годов.
Регламенты были введены Павлом Дмитриевичем Киселёвым, который был главой русской администрации в  княжествах, для Валахии — с июля 1831 года, для Молдавии — с января 1832 года. Они были ратифицированы турецким правительством в 1834 году. По условиям договора законодательная власть в каждом княжестве вверялась общественному собранию из депутатов, избранных боярами и богатыми землевладельцами. Исполнительная власть сосредоточивалась в руках людей, которые избирались особыми собраниями, составленными из духовенства, бояр и депутатов от землевладельцев. Руководящие административные посты поручались боярам. Также была отменена система внутренних таможен, администрация была отделена от суда и были запрещены пытки.